# Zenodorus brevis
Zenodorus brevis es una especie de araña saltarina del género Zenodorus, familia Salticidae. Fue descrita científicamente por Zhang & Maddison en 2012.
Habita en Nueva Guinea.